# Miss Marple
Jane Marple, normalmente conhecida como Miss Marple, é uma personagem de ficção presente em doze romances e em vinte contos policiais de Agatha Christie. Miss Marple é uma senhora solteirona que vive no vilarejo fictício de St. Mary Mead e atua como detetive amadora. Ela desvenda os mais intrincados mistérios, baseando-se apenas em seu profundo conhecimento da natureza humana. Junto com Hercule Poirot, é uma das mais famosas e amadas personagens de Christie. Sua primeira aparição foi no romance The Murder at the Vicarage (Assassinato na Casa do Pastor no Brasil ou Crime no Vicariato em Portugal) em 1930. Desde então, já apareceu em centenas de filmes, séries e peças de teatro baseadas nas obras da autora.

## Personalidade
Miss Jane Marple é uma anciã que mora na pequena aldeia inglesa de St. Mary Mead. Aparentemente é uma idosa comum, que se veste com roupas de lã e é vista, frequentemente, tricotando e tirando as ervas daninhas de seu jardim. Às vezes, é considerada confusa ou caduca, mas quando passa a resolver mistérios, mostra ter uma mente lógica e afiada, e um conhecimento incomparável da natureza humana com todas as suas fraquezas, forças, truques e excentricidades. 
O personagem de Jane Marple em seu primeiro livro, Assassinato na Casa do Pastor, é notadamente diferente de como ela se parece em livros posteriores. Esta versão de Miss Marple é fofoqueira e não é especialmente agradável. Os cidadãos de St. Mary Mead estão cansados de sua natureza curiosa e de como ela parece esperar o pior de todo o mundo. Em livros posteriores, ela se torna mais amável e moderna.  
Miss Marple nunca se casou e não tem nenhum parente vivo íntimo. Seu parente mais próximo é o sobrinho, o famoso escritor Raymond West. Sua esposa, Joan West (inicialmente chamada Joyce), artista moderna, foi introduzida em 1933 na coletânea de contos Os Treze Problemas (The Thirteen Problems no original, em inglês). Raymond tende a ser superconfiante e subestima a inteligência da tia.   
Miss Marple resolve crimes difíceis não apenas por causa de sua inteligência, mas porque St. Mary Mead lhe deu exemplos aparentemente infinitos do lado negativo de natureza humana. Nenhum crime pode surgir sem que Miss Marple lembre de algum incidente paralelo ocorrido no pequeno vilarejo.   
Miss Marple nunca trabalhou para sobreviver e é bastante independente, embora ela se beneficie na velhice com o apoio financeiro de seu sobrinho Raymond (Mistério no Caribe). Miss Marple teve uma educação notavelmente completa, incluindo alguns cursos de arte que envolveram o estudo da anatomia humana. Em Um Passe de Mágica, é revelado que, numa juventude distante, Miss Marple passou um tempo na Europa, terminando os estudos colegiais. Ela não pertence à nobreza ou à aristocracia rural, mas sente-se em casa com essas pessoas; Miss Marple provavelmente teria sido feliz em se descrever como uma dama ("gentlewoman"). Em Um Passe de Mágica, é mencionado que Miss Marple cresceu perto de uma catedral, e que ela estudou em uma escola preparatória italiana com as americanas Ruth Van Rydock e Caroline "Carrie" Louise Serrocold. Miss Marple pode, assim, ser considerada uma versão feminina do detetive britânico de ficção, o cavalheiro detetive. Embora ela se pareça uma mulher idosa e delicada, Miss Marple não tem medo de corpos mortos e não é intimidada facilmente. 
Enquanto Miss Marple é descrita como "uma senhora idosa" em muitas histórias, sua idade é mencionada em O Caso do Hotel Bertram, onde é dito que ela visitou o hotel quando tinha 14 anos, e quase 60 anos já haviam se passado. Com exceção de Um Crime Adormecido, 41 anos se passaram entre o primeiro e o último romance, e muitos personagens cresceram e envelheceram. Um exemplo é o filho do vigário. No final do Assassinato na Casa do Pastor, a esposa do vigário está grávida. E em A Maldição do Espelho, é mencionado que o filho já cresceu e tem uma carreira de sucesso. Os efeitos do envelhecimento são vistos em Miss Marple, como a necessidade de férias depois de uma doença, em Mistério no Caribe, ou em A Maldição do Espelho, que é dito que ela não consegue mais tricotar devido à problemas na visão.
No livro Nêmesis, Agatha Christie descreve de maneira bem peculiar sua personagem, dizendo ao leitor que não é Marple que procura crimes para desvendar, mas que o mal está sempre perto dela, o que não agrada a personagem, mostrando que não é ela que escolhe estar perto de tantos assassinos.

## Personagens relacionados
- Raymond West: Sobrinho de Miss Marple. Famoso autor e poeta, por causa do dinheiro que ganha com suas obras, sempre que pode manda sua tia de férias (onde ela sempre se envolve em crimes). Raymond também é membro do Clube das Terças-Feiras.

Aparições: Mistério no Caribe, O Caso do Hotel Bertram, Assassinato na Casa do Pastor, Os Treze Problemas, Um Crime Adormecido.
- Joan West: Artista e esposa de Raymond West, sobrinho de Miss Marple. Joan, ou Joyce (seu nome artístico), também é membro do Clube das Terças-Feiras no qual os membros contam histórias sobre crimes que os outros membros devem resolver. Joan também é prima de Giles Reed, que aparece em Um Crime Adormecido.

Aparições: Os Treze Problemas, Um Crime Adormecido
- Coronel Arthur Bantry: Ele é um coronel aposentado que vive com a esposa em Gossington Hall. Morre antes do caso A Maldição do Espelho.

Aparições: Os Treze Problemas, Um Corpo na Biblioteca, Um Crime Adormecido.
- Dolly Bantry: Uma das melhores amigas de Miss Marple. É casada com o Coronel Arthur Bantry e adora jardinagem. Auxilia Miss Marple na resolução de alguns casos. Tem grande admiração pelas habilidades da amiga.

Aparições: Os Treze Problemas, Um Corpo na Biblioteca, A Maldição do Espelho, Um Crime Adormecido.
- Griselda Clement: A esposa do pastor de St. Mary Mead. É muito mais nova que ele, mas o ama imensamente. Charmosa e doce.

Aparições: Assassinato na Casa do Pastor, Um Corpo na Biblioteca, A Testemunha Ocular do Crime.
- Reverendo Leonard Clement: O pastor de St. Mary Mead. É um marido devotado e é amigo de todos do vilarejo. Morreu após sua aparição em Um Corpo na Biblioteca.

Aparições: Assassinato na Casa do Pastor, Um Corpo na Biblioteca.
- Inspetor Craddock: Policial que ajudou Miss Marple na resolução de vários casos. Ele tem muito respeito e admiração pelas suas habilidades. É sobrinho de Sir Henry Clithering, amigo de Miss Marple.

Aparições: Convite para um Homicídio, A Testemunha Ocular do Crime, A Maldição do Espelho.
- Dr. Haydock: Dr. Haydock é o médico da maioria dos moradores do vilarejo. Miss Marple tem total confiança em suas habilidades, e quando este se aposentou e confiou a seu jovem parceiro a maior parte do serviço, Miss Marple não aprovou.

Aparições: Assassinato na Casa do Pastor, Os Treze Problemas, Um Corpo na Biblioteca, A Maldição do Espelho, Um Crime Adormecido. 
- Mrs. Price-Ridley: Mulher curiosa que vive em St. Mary Mead. É famosa por suas fofocas e rumores

Aparições: Assassinato na Casa do Pastor, Um Corpo na Biblioteca. 
- Inspector Slack: Um inspetor de polícia que não gosta nem um pouco de Miss Marple. Membro do departamento de polícia de Much Benham, ele tentou por diversas vezes resolver casos em St. Mary Mead até que Miss Marple se mostra mais apta que ele.

Aparições: Assassinato na Casa do Pastor, Um Corpo na Biblioteca.

## Participação em Livros
Romances
1. Assassinato na Casa do Pastor (The Murder at the Vicarage) (1930)
2. Um Corpo na Biblioteca (The Body in the Library) (1942)
3. A Mão Misteriosa (The Moving Finger) (1943)
4. Participa-se um Crime / Convite para um Homicídio (A Murder is Announced) (1950)
5. Um Passe de Mágica (They Do It with Mirrors) (1952)
6. Cem Gramas de Centeio (A Pocket Full of Rye) (1953)
7. O Estranho Caso da Velha Curiosa ou O Comboio das 16h50 / A Testemunha Ocular do Crime (4.50 from Paddington) (1957)
8. O Espelho Quebrado / A Maldição do Espelho (The Mirror Crack'd from Side to Side) (1962)
9. Mistério no Caribe (A Caribbean Mystery) (1964)
10. O Caso do Hotel Bertram (At Bertram's Hotel) (1965)
11. Nêmesis (Nemesis) (1971)
12. Um Crime Adormecido (Sleeping Murder) (escrito por volta de 1940, publicado em 1976)

Livros de Contos
- Os Treze Problemas (The Thirteen Problems) (1932)
- Os últimos casos de Miss Marple (Miss Marple's Final Cases) (escrito entre 1939 e 1954, publicado em 1979)

## Aparição em Contos
Miss Marple protagonizou os seguintes contos: Estranha Charada, O Crime da Fita Métrica, O Caso da Empregada Perfeita, O Episódio da Caseira (presentes em Os Três Ratos Cegos e Outras Histórias), Miss Marple conta uma História (presente em Um Acidente e Outras Histórias), A Extravagância de Greenshaw (presente em A Aventura do Pudim de Natal) e Santuário (presente em Poirot Sempre Espera e Outras Histórias). Outros treze contos de Miss Marple estão presentes em Os Treze Problemas.

## Curiosidades
- Personagens presentes em mais de uma obra de Christie levam a crer que Hercule Poirot e Miss Marple são de um mesmo universo ficcional: 
  - Poirot atuou em colaboração com a escritora de romances policiais Ariadne Oliver em diversas ocasiões;
  - Ariadne Oliver conheceu o Reverendo Dane Calthorp e sua esposa no romance O Cavalo Amarelo;
  - Reverendo Dane Calthorp e esposa são amigos de Miss Marple, como mostrado no romance A Mão Misteriosa.
- Hercule Poirot conheceu a personagem Katherine Grey em O Mistério do Trem Azul, personagem esta que revelou que sua cidade natal é St. Mary Mead (mesmo nome do vilarejo de Miss Marple).
- Outra conexão em Hercule Poirot e Miss Marple encontra-se a seguir:
  - Poirot conheceu o misterioso Mr. Robinson no romance Um Gato Entre os Pombos;
  - Mr. Robinson estava envolvido com mistérios do hotel onde Miss Marple estava hospedada na novela O Caso do Hotel Bertram.